# Tüpfelhyäne

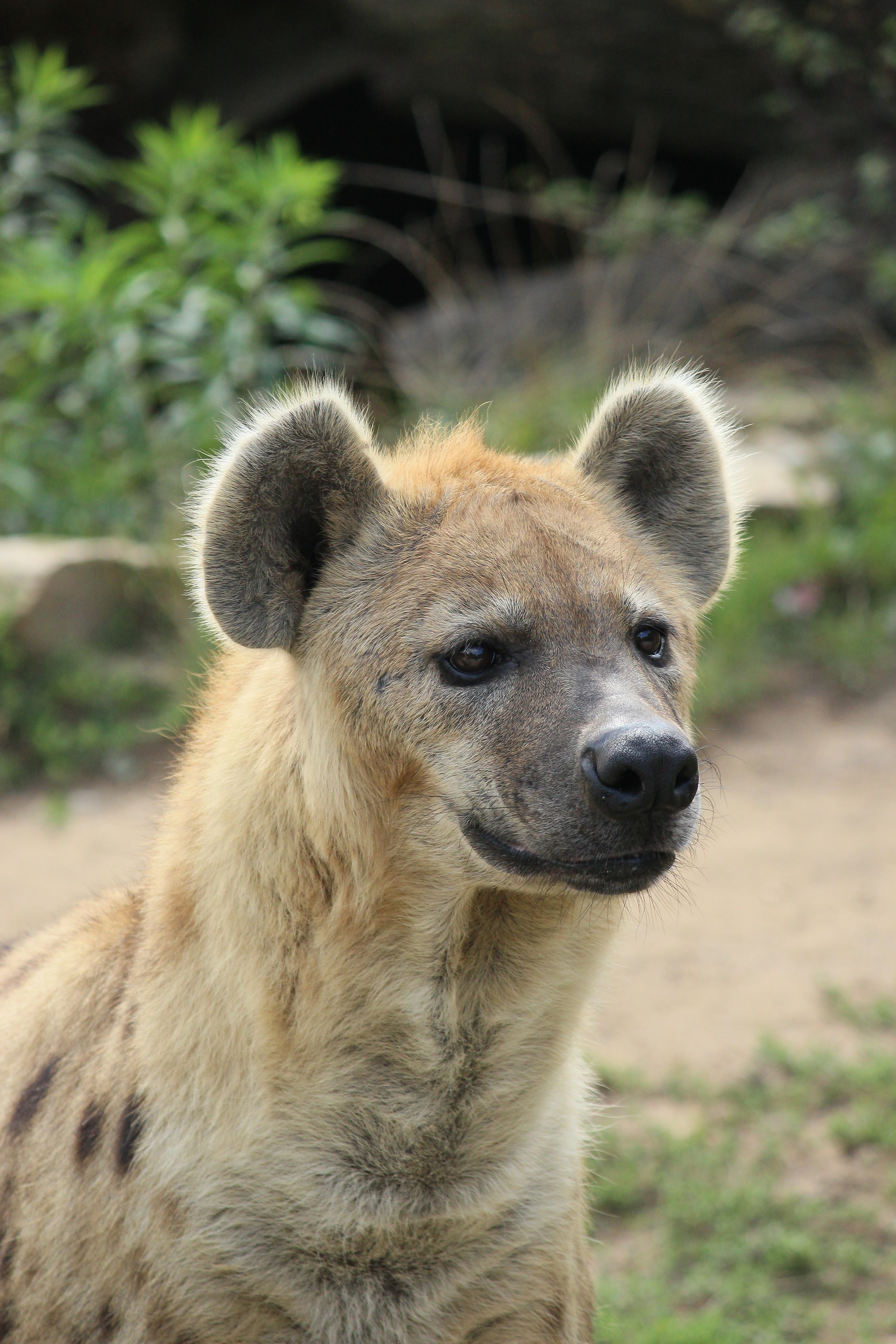
Kopf einer Tüpfelhyäne

Die Tüpfelhyäne oder Fleckenhyäne (Crocuta crocuta) ist eine Raubtierart aus der Familie der Hyänen (Hyaenidae). Sie ist die größte Hyänenart und durch ihr namensgebendes geflecktes Fell gekennzeichnet; ein weiteres Charakteristikum ist die „Vermännlichung“ des Genitaltraktes der Weibchen. Die Art besiedelt weite Teile Afrikas und ernährt sich vorwiegend von größeren, selbst gerissenen Wirbeltieren. Tüpfelhyänen leben in Gruppen mit einer komplexen Sozialstruktur, die bis zu 130 Tiere umfassen können und von Weibchen dominiert werden. Die Jungtiere, die zwar bei der Geburt schon weit entwickelt sind, aber über ein Jahr lang gesäugt werden, werden in Gemeinschaftsbauten großgezogen.

## Merkmale

### Allgemeiner Körperbau und Fell
Tüpfelhyänen erreichen eine Kopfrumpflänge von 125 bis 160 Zentimetern, der Schwanz ist mit 22 bis 27 Zentimetern relativ kurz. Die Schulterhöhe beträgt 77 bis 81 Zentimeter. Das Gewicht liegt üblicherweise bei 45 bis 60 Kilogramm, einzelne Tiere können bis zu 86 Kilogramm wiegen. Weibchen und Männchen unterscheiden sich nur geringfügig voneinander und nicht in allen Körpermaßen. Weibchen sind um 2,3 % länger und haben geringfügig größere Schädel und Brustumfänge aber keine längeren Beine als Männchen. Dieser geringe Geschlechtsdimorphismus soll regional variieren und im südlichen Afrika ausgeprägter sein als in anderen Regionen des Kontinents.
Das Fell ist relativ kurz und rau, und die lange Rückenmähne ist bei der Tüpfelhyäne weniger ausgeprägt als bei den anderen Hyänenarten. Die relativ feinen Wollhaare sind 15 bis 20 Millimeter lang, die gröberen Deckhaare 30 bis 40 Millimeter. Die Grundfärbung des Fells ist sandgelb bis rötlich-braun; am Rücken, an den Flanken und an den Beinen befinden sich zahlreiche schwarze und dunkelbraune Flecken. Diese werden mit zunehmendem Alter bräunlicher oder können verblassen. Wie bei allen Hyänen sind die Vorderbeine länger und kräftiger als die Hinterbeine, wodurch der Rücken nach hinten abfällt. Die Vorder- und die Hinterpfoten enden jeweils in vier Zehen, die mit stumpfen, nicht einziehbaren Krallen versehen sind. Wie alle Hyänen sind Tüpfelhyänen digitigrad (Zehengänger). Der Schwanz endet in einer schwarzen, buschigen Spitze; ihre Haare überragen das Ende der Schwanzwirbelsäule um rund 12 Zentimeter.
Drüsen an beiden Seiten des Analkanals sondern ein Sekret an den zwischen Anus und Schwanz gelegenen Analbeutel ab. Aus diesem Analbeutel wird bei der Reviermarkierung das Sekret abgegeben. Die Weibchen haben meist nur ein Paar, selten zwei Paare Zitzen. Den Männchen fehlt wie bei allen Hyänen der Penisknochen.
Obwohl Hyänen optisch den Hunden ähneln, sind sie näher mit den Katzen verwandt.

### Maskulinisation
Eines der außergewöhnlichsten Merkmale der Tüpfelhyäne ist die Maskulinisation („Vermännlichung“) der Weibchen. Die Besonderheit der Anatomie der äußeren weiblichen Geschlechtsorgane war bis in das 20. Jahrhundert Anlass von Spekulationen. 1877 wurde die erste wissenschaftlich-anatomische Beschreibung veröffentlicht. Die Weibchen haben keinen Scheidenvorhof und keine Vulva. Die Gebärmutter ist zweihörnig, der Gebärmutterkörper durch ein Septum partiell geteilt (Uterus bicornis subseptus). Der Gebärmutterhals ist nur wenige Millimeter lang und undeutlich. Die Vagina verschmilzt – wie sonst nur bei männlichen Säugetieren – mit der Harnröhre zu einem Harn-Geschlechtsgang (Urogenitalkanal), der durch die Klitoris verläuft. Die Klitoris ähnelt dem Penis der Männchen, sie erreicht rund 90 % von dessen Länge und ist ebenso erigierbar (Pseudopenis). Somit erfolgen das Urinieren, die Begattung und die Geburt durch diesen Urogenitalkanal. Vom Penis unterscheidet er sich durch das Fehlen des Harnröhrenschwellkörpers, durch eine starke Faltung der Schleimhaut und den unterschiedlichen Ansatz des Rückziehmuskels (Musculus retractor penis beziehungsweise clitoridis), der sich bei Männchen an der Penisunterseite, bei Weibchen an der Seitenfläche der Klitoris anheftet. Diese Faktoren ermöglichen die Passage der relativ großen, bis zu 1,6 Kilogramm schweren Welpen zur Geburt. Der Geburtskanal hat durch die besonderen anatomischen Verhältnisse eine Biegung um 180° am Beckenausgang, was gelegentlich zu Geburtsproblemen führt. Die Schamlippen verwachsen und ähneln dem Hodensack (Skrotum) der Männchen (Pseudoskrotum). Die Geschlechter können an der Form der Spitze des Penis beziehungsweise der Klitoris unterschieden werden: Männchen haben eine zugespitzte Eichel, was die Kopulation erleichtert, während die Spitze der Klitoris vorne stumpf ist.
Die physiologische Ursache dieser „Vermännlichung“ liegt nicht – wie früher vermutet – ausschließlich darin, dass die Föten im Frühstadium Androgenen ausgesetzt sind. In Versuchen wurden trächtige Weibchen mit Anti-Androgenen behandelt, ohne dass die neugeborenen Weibchen eine säugetiertypische Klitoris oder eine offene Vagina gezeigt hätten. Bei den neugeborenen Männchen glich sich der Penis äußerlich der Klitoris an. Die Androgene beeinflussen allerdings das Verhalten und den Rang: Höherrangige Weibchen haben in der Endphase der Tragzeit einen höheren Androgenspiegel als niederrangige Tiere; ihre neugeborenen Welpen sind aggressiver.
Die evolutionären Gründe hinter der Maskulinisation sind nicht geklärt. Manche Autoren vermuten, dass das Begrüßungsritual mit dem erigierten Geschlechtsteil (siehe unten) dermaßen wichtig für den Gruppenzusammenhalt ist, dass sich für die Weibchen Vorteile daraus ergaben, daran teilzunehmen. Eine andere Sicht hält die Maskulinisierung für ein „Nebenprodukt“ der Entwicklung der Weibchen hin zu stärkeren, aggressiveren Tieren, was beim Aufwachsen in den Auseinandersetzungen mit den Geschwistern und beim Kampf um Nahrungsressourcen von Vorteil ist. Letztendlich bleibt es aber schwierig, die evolutionären Schritte nachzuvollziehen, die zu diesem unter Säugetieren einmaligen Phänomen geführt haben.
Wie schwer die Geschlechtsbestimmung bei diesen Tieren ist, zeigt ein Fall von Mitte der 2010er Jahre aus dem Zoo Erfurt. Als dieser Hyänen züchten wollte, stellte man fest, dass in anderen, bereits züchtenden Zoos die Männchen kleiner sind als die beiden Männchen in Erfurt. Erst eine genetische Untersuchung zeigte dann, dass man in Erfurt für die Zucht keine Weibchen braucht, da beide „Männchen“ in Wahrheit Weibchen sind. Ihre Namen haben sie trotzdem behalten. Es erstaunt aber, dass man weder im Zoo, aus dem die Tiere stammen, noch in Erfurt ohne genetische Untersuchung das Geschlecht richtig bestimmen konnte.

### Kopf und Zähne

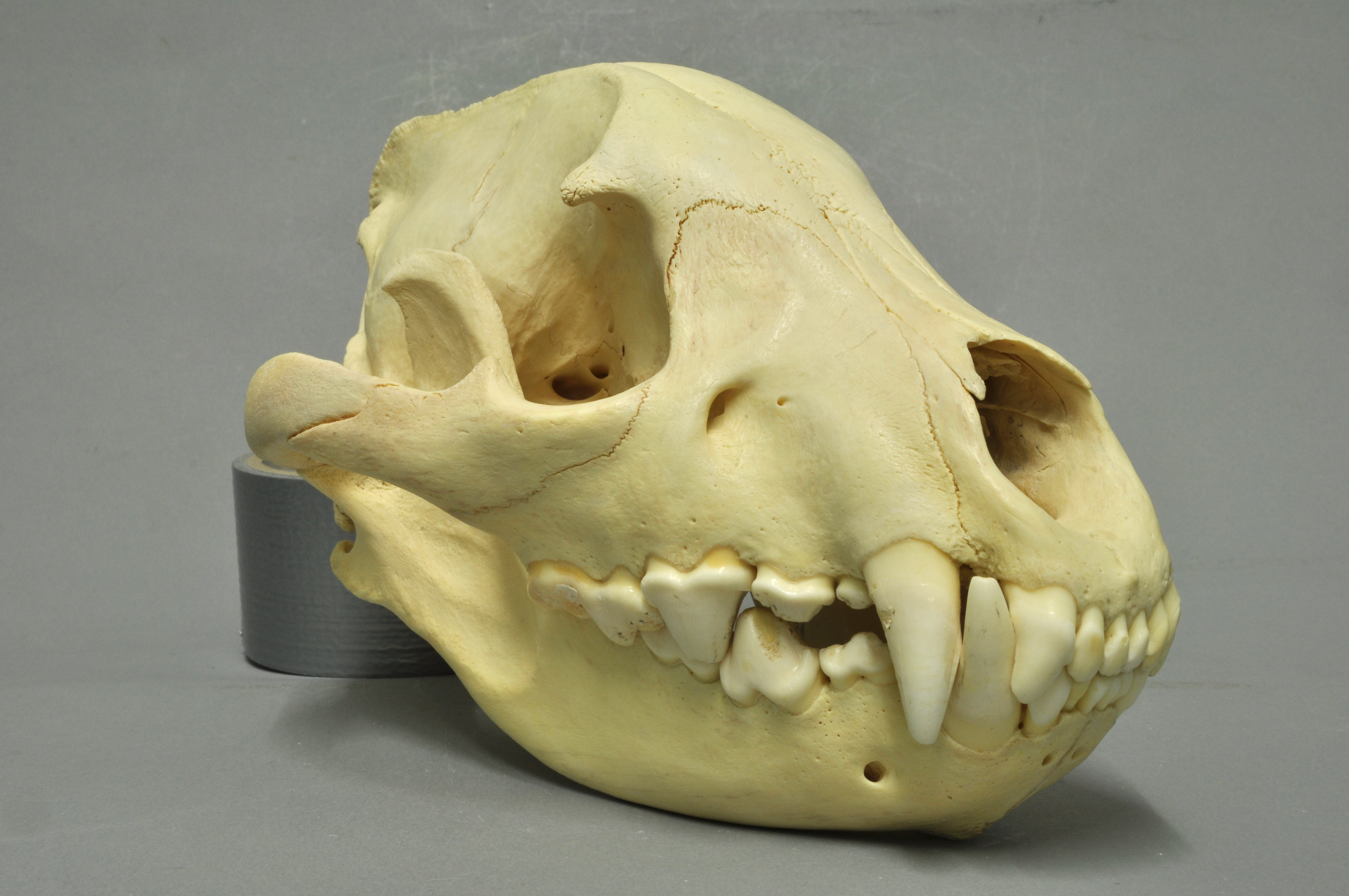
Schädel

Der Bau des Schädels und der Zähne der Tüpfelhyäne gleicht dem der anderen Eigentlichen Hyänen. Der wuchtige (längliche) Schädel sitzt auf einem langen, muskulösen Hals, die Schnauze ist unbehaart und breit gebaut. Die Augen weisen als Anpassung an die dämmerungs- und nachtaktive Lebensweise ein Tapetum lucidum auf, die Ohren sind im Gegensatz zu den anderen Hyänenarten rundlich. Die Kiefer sind kräftig, die starke Kiefermuskulatur, insbesondere der Musculus temporalis hat einen hohen Sagittalkamm am Schädel als Ansatzstelle. Dank ihres außergewöhnlichen Kieferapparates können Tüpfelhyänen Beißkräfte von etwa 918 Kilogramm (9000 Newton) entwickeln.
Die Zahnformel lautet I 3/3 – C 1/1 – P 4/3 M 1/1, insgesamt haben sie also 34 Zähne. Die Schneidezähne sind unauffällig, die Eckzähne sind etwas verlängert. Die an das Aufbrechen von Knochen angepassten Prämolaren sind stark vergrößert und kräftig gebaut. Der Zahnschmelz ist von komplexer Struktur, was ein Zerbrechen der Zähne verhindert. Vor allem der dritte obere und der dritte untere Prämolar werden für das Aufbrechen von Knochen verwendet. Der vierte obere Prämolar und der untere Molar sind wie bei allen Landraubtieren zu Reißzähnen entwickelt; diese Zähne sind klingenförmig gebaut und dienen dem Zerschneiden von Fleisch.

## Verbreitung und Lebensraum

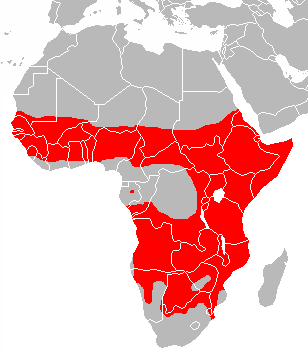
Verbreitungskarte der Tüpfelhyäne

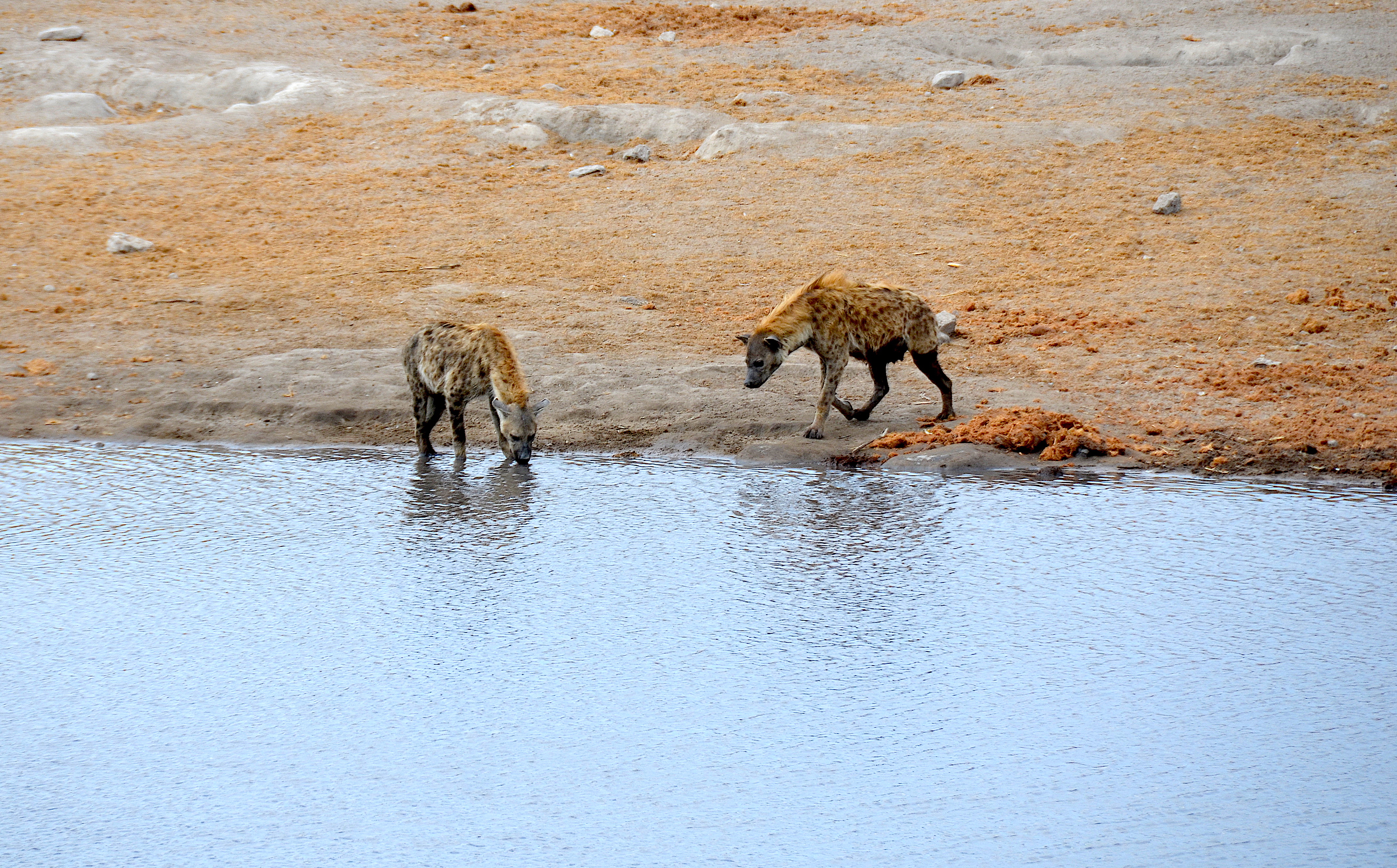
Tüpfelhyänen an der Chudop Wasserstelle im Etosha-Nationalpark

Tüpfelhyänen sind in weiten Teilen Afrikas südlich der Sahara beheimatet, ihr Verbreitungsgebiet reicht von der Sahelzone bis nach Südafrika. Im westlichen Afrika ist die Verbreitung zersplittert, die Art kommt dort kaum noch außerhalb geschützter Gebiete vor. In weiten Teilen des östlichen und südlichen Afrika ist das Verbreitungsgebiet zusammenhängend. Die größten Populationen leben in der ostafrikanischen Serengeti und im Kruger-Nationalpark. Gebietsweise sind sie ausgestorben, etwa in Algerien, wo sie in den Gebirgen Ahaggar und Tassili n'Ajjer lebten, oder im mittleren und südlichen Südafrika. In manche Regionen kehren sie jedoch zurück, so wurde im Ivindo-Nationalpark in Gabun Anfang des 21. Jahrhunderts das erste Tier seit rund 50 Jahren gesichtet.
Tüpfelhyänen sind nicht wählerisch in Bezug auf ihren Lebensraum und kommen beispielsweise in Halbwüsten, Savannen, offenen Waldländern und auch in Gebirgswäldern vor. Im Hochland von Äthiopien sind sie bis in 4100 Metern Höhe anzutreffen. Die Tiere meiden reine Wüsten und tiefgelegene Regenwälder wie Teile des Kongobeckens. Sie zeigen wenig Scheu vor den Menschen und kommen auch in der Nähe von Dörfern und anderen Ansiedlungen vor.

## Lebensweise

### Aktivitätszeiten und Territorialverhalten
Tüpfelhyänen sind überwiegend dämmerungs- und nachtaktiv; nur selten gehen sie bei niedrigen Temperaturen auch am Tag auf Nahrungssuche. Sie verbringen rund ein Drittel eines 24-Stunden-Tages aktiv; die Aktivitätsphase verläuft aber nicht ununterbrochen, sondern wird durch kleinere Pausen geteilt. In einer Nacht legen sie zwischen 12 und 40 Kilometer zurück. Tagsüber schlafen sie auf dem Erdboden, bei großer Hitze oft in einem Gebüsch verborgen. Jungtiere werden in Gemeinschaftsbauten aufgezogen, die zuvor von anderen Tieren wie z. B. den Eigentlichen Stachelschweinen oder Erdferkeln gegraben wurden. Diese Tunnelsysteme werden von den Jungtieren erweitert und bieten, da die Eingänge zu klein für große Prädatoren sind, einen effektiven Schutz vor diesen.
Eine Gruppe bewohnt ein festes Revier, dessen Größe vom Nahrungsangebot abhängt. So sind Territorien in den beutereichen Savannen des östlichen Afrika oft nur 20 km² groß, während sie in den Trockengebieten im Süden des Kontinents bis zu 1500 km² umfassen können. Die Grenzen des Reviers werden sporadisch von mehreren Gruppenmitgliedern abgeschritten und mit Drüsensekret markiert. Dabei sondern sie von ihrem Analbeutel eine streng riechende, gelbliche Flüssigkeit ab, die sie in halb hockender Position auf Grasbüschel oder ähnliche Objekte streifen. Manchmal markieren sie auch das Innere ihres Territoriums, allerdings weitaus seltener als die anderen Hyänenarten. Weitere Drüsen, die Duftsekrete frei setzen, befinden sich zwischen den Vorderzehen. Durch Kratzen werden die Sekrete freigesetzt. Diese Kratzspuren finden sich häufig in Latrinen, in denen die Mitglieder eines Clans gemeinsam defäkieren. Die Latrinen bestehen aus einer Ansammlung von Kot und erreichen Durchmesser von über 10 Metern. Sie werden meist entlang der Grenzen angelegt und während des gemeinsamen Patrouillierens des Reviers aufgesucht.
Beide Geschlechter verteidigen das Revier gegen gruppenfremde Tiere, die Weibchen allerdings intensiver als die Männchen. Eindringlinge werden bis zur Reviergrenze gejagt. Dabei kann es zu heftigen Auseinandersetzungen zwischen benachbarten Gruppen kommen; diese sind in Gebieten mit einer hohen Populationsdichte weitaus häufiger. In Gebieten, wo es wenig ganzjährig vorhandene Beutetiere gibt, aber jahreszeitlich große Herden von Pflanzenfressern durchwandern, kann sich das Territorialverhalten erheblich verändern. Tüpfelhyänen können lange Wanderungen von ihrem Revier zu ihren Beutetieren unternehmen. Ansässige Hyänen tolerieren durchwandernde Gruppen, solange sie nicht in deren Revier zu jagen beginnen.

### Sozialverhalten

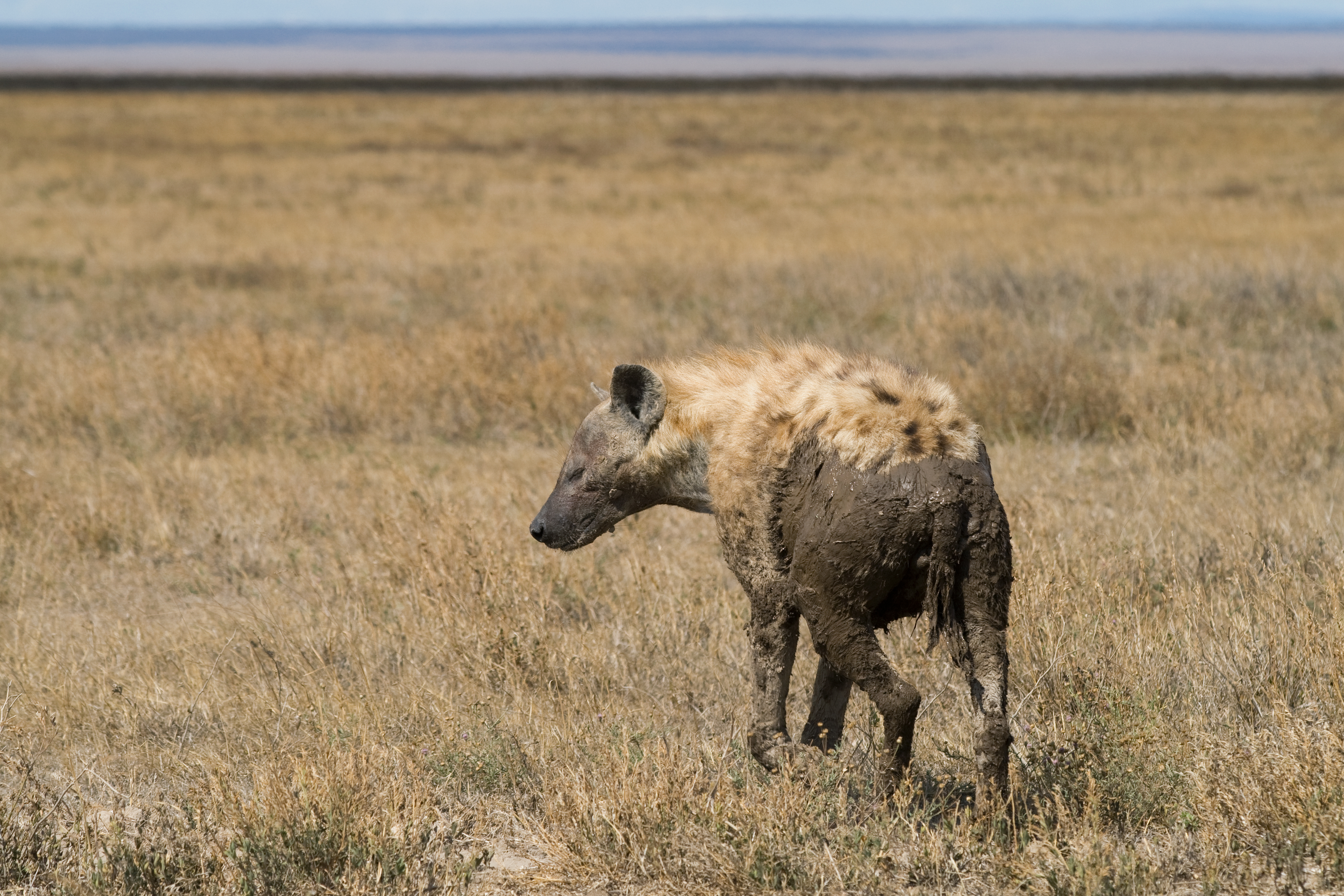
Tüpfelhyäne in der Serengeti

Tüpfelhyänen leben in Gruppen, die „Clans“ genannt werden und die sich aus fünf bis 130 Tieren zusammensetzen. Kleine Clans umfassen eine Gruppe verwandter Weibchen und ein fortpflanzungsfähiges Männchen, größere Gruppen können aus mehreren Weibchen mit ihren Nachkommen, sogenannten Matrilinien, und mehreren Männchen bestehen. Während die Weibchen normalerweise zeitlebens in ihrer Geburtsgruppe verbleiben, verlassen die meisten jungen Männchen diese nach Eintreten der Geschlechtsreife im Alter von etwa 3,5 Jahren. Die ausgewachsenen Männchen in den Clans sind also meist zugewandert und nicht mit den Weibchen verwandt.
Das Sozialverhalten der Tüpfelhyänen ist einzigartig unter den Raubtieren, es gleicht vielmehr dem mancher Altweltaffen, etwa den Pavianen. Die Clans sind nach dem „Fission-Fusion-Prinzip“ (Trennen und wieder Zusammenkommen) organisiert. Alle Clanmitglieder kennen einander, sie bewohnen ein gemeinsames Revier und ziehen die Jungtiere in einem gemeinsamen Bau groß, aber sie verbringen viel Zeit allein oder in kleinen Untergruppen, ähnlich wie Schimpansen.
Die Mitglieder eines Clans etablieren eine klare Rangordnung, die unter anderem im Zugang zu Nahrungsressourcen zum Tragen kommt. Im Gegensatz zu anderen sozial lebenden Tieren hängt der Rang einer Hyäne innerhalb des Clans nicht von ihrer Größe, Kampffähigkeit oder Aggressivität ab, sondern von der sozialen Unterstützung durch andere Clanmitglieder. Tüpfelhyänen unterstützen Clanmitglieder, die mit ihnen nah verwandt sind, besonders stark. Dadurch sind Hyänen, die besonders viele Nachkommen und andere nahe Verwandte haben, im Vorteil und besetzen die höchsten Rangpositionen in der Clanhierarchie. Zugewanderte Männchen besetzen die tiefsten Rangpositionen, da sie bei der Abwanderung aus ihrem angestammten Clan ihre sozialen Bande verlieren. Da deutlich mehr Männchen als Weibchen abwandern, ist meist ein Weibchen das höchstrangige Tier des Clans und sind Weibchen insgesamt öfter dominant gegenüber Männchen als umgekehrt. Zu beachten ist, dass die Söhne hochrangiger Weibchen wie ihre Schwestern den sozialen Rang gleich unterhalb demjenigen ihrer Mutter einnehmen und alle tieferrangigen Clanmitglieder, inklusive der Weibchen, dominieren, solange sie Mitglieder ihrer Geburtsgruppe sind.
Die Beziehungen und Rangstufen zwischen den Matrilinien sind für viele Jahre stabil. Junge Tüpfelhyänen „erlernen“ ihren sozialen Rang in der Hierarchie von ihrer Mutter und anderen nahen Verwandten während der Jugendzeit bei Begegnungen mit anderen Clanmitgliedern. Die heranwachsenden Junghyänen attackieren zunächst sowohl höher- als auch niederrangigere Clanmitglieder. Bei Interaktionen mit niederrangigeren Tieren werden sie von ihrer Mutter unterstützt und dadurch lernen sie noch im ersten Lebensjahr, nur Clanmitglieder zu attackieren, die niederrangiger sind als ihre Mutter. Daher sind Interventionen höhergestellter Weibchen häufiger und effektiver als die von niedriger gestellten Tieren. Eine weitere Möglichkeit, einen höheren Rang zu erlangen, sind Bündnisse mit anderen Gruppenmitgliedern – das können, müssen aber nicht Geschwister sein. Bei diesen Bündnissen lässt sich häufig beobachten, dass sich Tiere eher auf die Seite des ohnehin stärkeren Tieres schlagen.
Wenn ein Männchen in eine Gruppe zuwandert, nimmt es ungeachtet seiner Größe oder Kampfkraft zunächst den niedrigsten Rang ein. Aufstieg in der Rangordnung ist nur möglich, wenn ein höherrangiges Männchen stirbt oder die Gruppe wieder verlässt – das höchstgestellte Männchen ist also dasjenige, das am längsten in der Gruppe anwesend ist. Rund 40 % aller Männchen verlassen die Gruppe, in die sie zugewandert sind, später wieder, die Gründe dafür sind nicht bekannt.
Der soziale Rang in der Clanhierarchie hat großen Einfluss auf das Leben einer Hyäne. Hyänen mit hohem Sozialstatus haben bevorzugten Zugang zu Nahrung, Wasser, Höhlen am Gemeinschaftsbau, und Ruheplätzen, und sie überleben länger und zeugen mehr Nachkommen als niederrangige Tiere. Der soziale Rang der Mutter bestimmt auch das Wachstum und Überleben der Nachkommen. Mütter mit einem hohen Rang sichern sich meist einen besonders großen Anteil an gerissener Beute und sind deswegen besser genährt als niederrangige Mütter. Das hat zur Folge, dass die Nachkommen hochrangiger Mütter schneller heranwachsen und besser überleben als die weniger privilegierten Sprösslinge niederrangiger Mütter. Der Einfluss der Mutter wirkt sich auch langfristig stark auf den Nachwuchs aus, denn hochgeborene Töchter und Söhne zeugen ihren ersten Nachwuchs früher und haben selbst auch mehr Nachkommen als niedergeborene Hyänen.

### Kommunikation

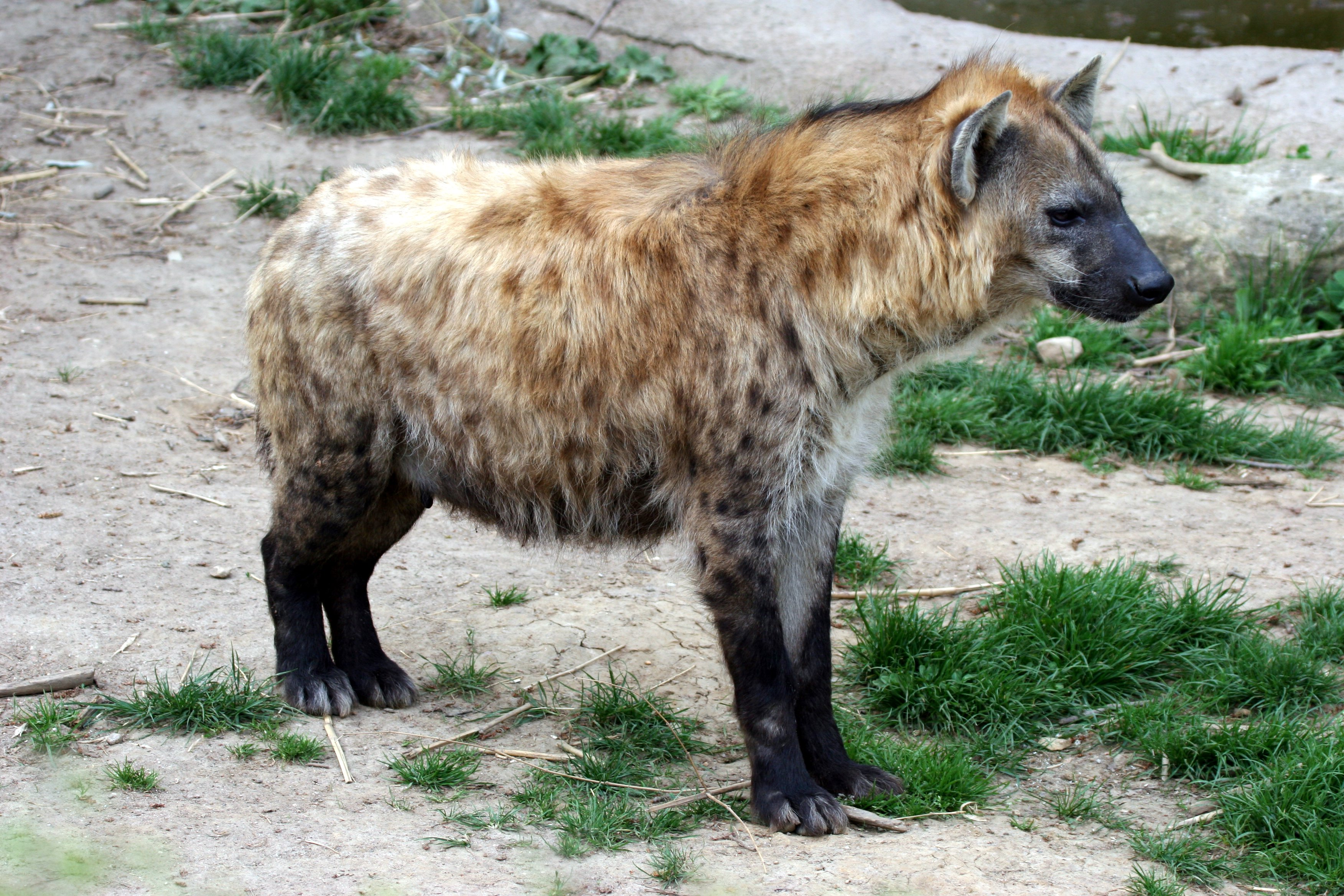
Tüpfelhyäne

Die wichtigste Kommunikationsform ist die olfaktorische Kommunikation, das heißt mittels Gerüchen. Anhand des Analbeutelsekrets können die Hyänen Geschlecht, Fortpflanzungsgrad und Gruppenzugehörigkeit eines anderen Tieres erkennen.
Wie alle Eigentlichen Hyänen haben Tüpfelhyänen ein eigenes Begrüßungsverhalten. Dieses Begrüßungsritual stellt einen wichtigen Mechanismus dar, der den Übergang zwischen einzelgängerischem Verhalten und Leben in Gruppen erleichtert und den Zusammenhalt innerhalb des Clans stärkt. Dabei stellen sich die Tiere in gegensätzliche Richtungen blickend nebeneinander auf; dann heben sie ein Hinterbein und schnüffeln oder lecken an der Genital- und Analregion des anderen; das untergeordnete Tier hebt sein Hinterbein immer zuerst. Eine wichtige kommunikative Rolle spielt dabei der erigierte Penis beziehungsweise die Klitoris, wodurch Unterwerfung ausgedrückt wird. Jungtiere können sich ab einem Alter von vier Wochen an diesem Begrüßungsverhalten beteiligen und dabei ihr Geschlechtsorgan aufrichten. Bei Spannungen innerhalb der Gruppe oder Aufregung erhöht sich die Anzahl dieser Begrüßungen; sie könnten also auch eine versöhnende Rolle spielen, etwa nach einem Streit um Nahrung.
Im Gegensatz zu den anderen Hyänenarten, die kaum Laute von sich geben, haben Tüpfelhyänen ein reiches Repertoire an lautlicher Kommunikation. Der am häufigsten zu hörende Laut ist ein lautes wuup, das über mehrere Kilometer hinweg wahrgenommen werden kann. Dieser Laut hat mehrere Funktionen, er dient dazu, die Gruppenmitglieder zusammenzurufen, um das Revier zu verteidigen, auf ein Nahrungsangebot hinzuweisen oder Gefahr anzuzeigen. Mütter rufen mit diesem Laut nach ihren Jungtieren und hungrige Jungtiere, die gesäugt werden möchten, nach ihren Müttern. Auch zur Partnerfindung kann dieser Laut ausgestoßen werden. Daneben gibt es tiefe Grunzlaute, die die Jungen zum Verlassen des Baus auffordern, hohe Weinlaute der Jungtiere, die Hunger signalisieren, und ein kuhartiger Laut, der die Gruppenmitglieder in einen Erregungszustand versetzt. Bekannt ist schließlich noch der Lach- oder Kicherlaut, der dem menschlichen Lachen ähnelt. Dieses Lachen drückt Unterwerfung aus und signalisiert, dass das Tier einen niedrigeren Rang akzeptiert.

### Ernährung und Nahrungskonkurrenten

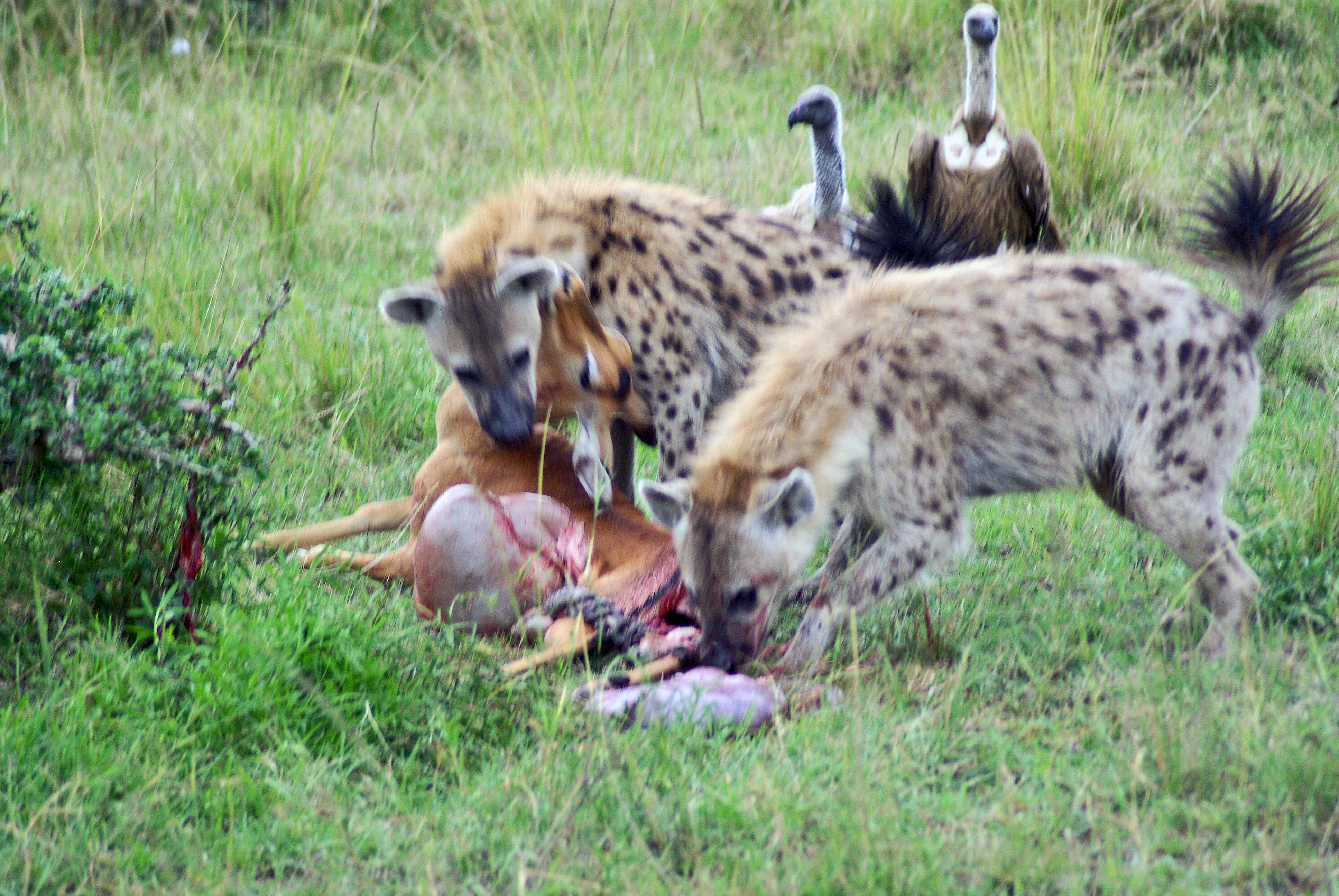
Tüpfelhyänen fressen eine Impala

Im Gegensatz zu der Streifen- und der Schabrackenhyäne, den beiden anderen Arten der Eigentlichen Hyänen, sind Tüpfelhyänen geschickte Jäger, die zwischen 60 % und 95 % ihrer Beute selbst erlegen. Sie sind sehr flexibel sowohl in Bezug auf die Beutetiere, die sie verzehren, als auch in Bezug auf die Methoden, an Nahrung zu gelangen. Neben selbst erlegten Tieren fressen sie auch Aas und betreiben Kleptoparasitismus, das heißt, sie jagen anderen Fleischfressern die Beute ab.
Ihr Nahrungsspektrum reicht von Raupen bis zu Elefanten, sie sind opportunistisch und verzehren nahezu alle Säugetier-, Vogel-, Reptilien- oder Fischarten, die in ihrem Lebensraum vorkommen. Vogeleier – die sie auftreten und nicht aufbeißen – stehen ebenso auf ihrem Speiseplan wie fliegende Insekten, die sie aus der Luft schnappen, gelegentlich fressen sie auch pflanzliches Material. Meist stellen aber die mittelgroßen bis großen Huftiere den Hauptbestandteil der Nahrung dar. In Ostafrika sind dies Streifengnus, Zebras, Gazellen und Leierantilopen; im trockenen Süden Afrikas Spießböcke; im Krüger-Nationalpark Impalas und im westlichen Afrika Rotstirngazellen und Kuhantilopen. Im Gegensatz zu den Katzen schleichen sie sich nicht an ihre Beute heran, sondern verlassen sich auf ihre Ausdauer. Sie erreichen Geschwindigkeiten von bis zu 55 km/h und halten eine Jagd bei etwas geringerer Geschwindigkeit über mehrere Kilometer durch. Tüpfelhyänen jagen einzeln oder im Rudel, die Gruppengröße hängt von der Beute ab. Kleinere Beutetiere wie Gazellen aber auch Beutetiere, die das Zwei- bis Dreifache einer Tüpfelhyäne wiegen, wie Leierantilopen und Gnus, werden meist einzeln oder zu zweit gejagt. Größere Beute wie Zebras und Büffel werden von bis zu 30 Hyänen zur Strecke gebracht. Kleinere Beutetiere werden mit einem Tötungsbiss getötet, größere oft noch lebend zerrissen.
Lebende Beutetiere werden mittels Gesichtssinn, Gehör oder Geruch lokalisiert. Aas finden sie durch den Geruch, durch die Geräusche, die andere Fleischfresser von sich geben, und bei Tageslicht auch, indem sie Geier beobachten. Dank ihres guten Geruchssinns können sie Aas noch auf 10 Kilometer Distanz wahrnehmen.
Auch wenn die Jagdtrupps klein sind, versammeln sich oft viele Tiere bei einem Kadaver. Der Lärm lockt andere Gruppenmitglieder an, und binnen kurzer Zeit können über 30 Tiere zusammenkommen. Die Nahrungskonkurrenz zwischen Tüpfelhyänen des gleichen und anderer Clans und mit Löwen ist in vielen Gebieten sehr groß. Deswegen fressen die Tiere in kurzer Zeit so viel Fleisch wie möglich; dank ihres kräftigen Gebisses können sie auch dicke Knochen zerbrechen. Ihr effizientes Verdauungssystem verwertet alle Körperteile eines Tiers mit Ausnahme der Haare, laut einigen Forschungen auch der Hufe und der Hörner. Damit sind Tüpfelhyänen laut dem Guinness-Buch der Rekorde die effektivsten Aasfresser. Eine Gruppe von 20 bis 30 Tüpfelhyänen kann ein Gnu innerhalb von 13 Minuten bis auf ein paar kleine Überreste völlig vertilgen. Durchschnittlich fressen die Tiere 1,5 bis 3,8 Kilogramm Fleisch pro Tag; bei einem sehr großen Nahrungsangebot können sie aber 18 Kilogramm Fleisch in einer Stunde hinunterschlingen.
Kleptoparasitismus wurde gegenüber Schakalen, Geparden, Leoparden, Afrikanischen Wildhunden, Streifen- und Schabrackenhyänen beobachtet. Die häufigsten Nahrungskonkurrenten der Tüpfelhyänen sind aber Löwen. Diese beiden Arten leben in weiten Teilen Afrikas sympatrisch, und es kommen Nahrungsdiebstähle in beide Richtungen vor. Üblicherweise sind Löwen stärker und vertreiben Tüpfelhyänen von Kadavern. Wenn die Hyänengruppe aber groß genug ist – rund viermal so viel Tüpfelhyänen wie weibliche Löwen –, kann sie ihrerseits die Löwen vertreiben. Ist aber ein ausgewachsenes Löwenmännchen anwesend, behalten die Löwen stets die Oberhand. Manchmal warten die unterlegenen Tiere, bis die Sieger sich sattgefressen haben, und verzehren dann das Aas. In Gebieten, in denen es weit mehr Tüpfelhyänen als Löwen gibt, wie dem Ngorongoro-Krater, fressen Löwen häufiger Aas von Hyänen als umgekehrt. In anderen Regionen, wie dem Kruger-Nationalpark, ist das Gegenteil der Fall.

### Fortpflanzung

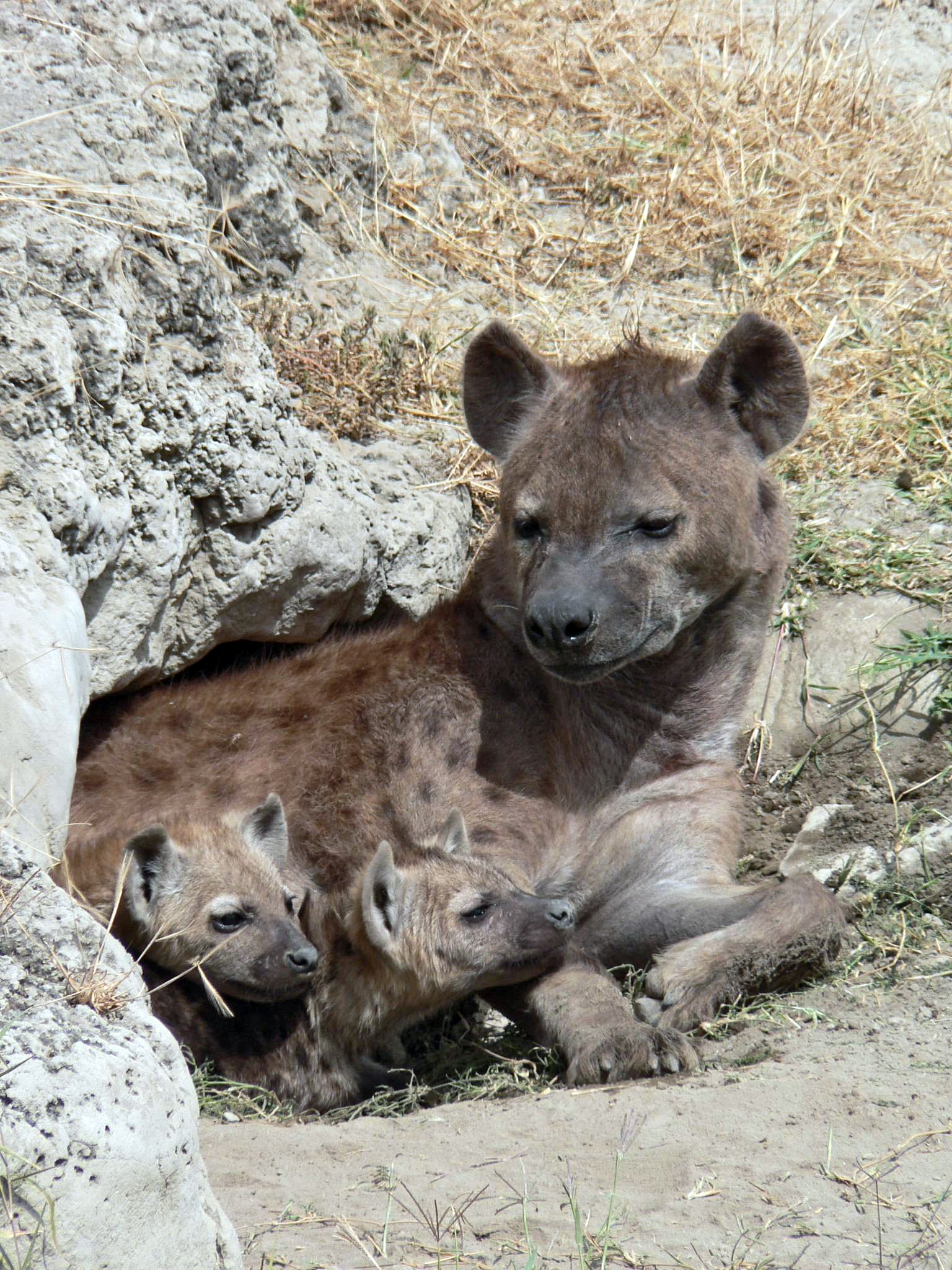
Tüpfelhyäne mit zwei Jungtieren

Die Paarung kann das ganze Jahr über erfolgen. Im Balzverhalten der Männchen wird deutlich, dass sie zum einen fortpflanzungswillig sind, zum anderen aber Angst vor dem Weibchen haben und lieber davonlaufen würden. Darum nähert sich das Männchen dem Weibchen vorsichtig mit mehreren Verbeugungen und weicht wieder zurück. Letztendlich entscheidet das Weibchen, ob eine Kopulation stattfindet. Aufgrund des speziellen Baus des Genitaltraktes ist es für männliche Tüpfelhyänen unmöglich, die Kopulation zu erzwingen, was bei anderen Säugetieren durchaus häufig vorkommen kann. Ist das Weibchen nicht empfängnisbereit, nimmt es von der Balz des Männchens keine Notiz oder begegnet ihm sogar aggressiv.
Der Östrus dauert ein bis drei Tage. Das Weibchen zeigt seine Fruchtbarkeit an, indem es seine Aggressivität reduziert und sich mit dem Maul nahe beim Boden hinstellt. Die Begattung, die durch die Klitoris des Weibchens erfolgt, besteht aus mehreren Kopulationen und Ejakulationen. Viele Kopulationen führen nicht zur Befruchtung. Sowohl das Männchen als auch das Weibchen pflanzen sich mit mehreren Partnern fort. Die Männchen versuchen dies zu verhindern, indem sie das Weibchen bewachen. Andere Männchen versuchen, freundschaftliche Beziehungen zum Weibchen anzuknüpfen und so die Chance zu erhöhen, mit ihm Nachkommen zu zeugen. Grundsätzlich ist das Paarungsverhalten variabel, und unterschiedliche Männchen bevorzugen unterschiedliche Taktiken. Rund 25 bis 30 % aller Zwillingswürfe werden von mehr als einem Männchen gezeugt.
Nach einer rund 110-tägigen Tragzeit bringt das Weibchen meist zwei, manchmal auch ein oder drei Jungtiere zur Welt. Die Geburt erfolgt ebenfalls durch die Klitoris, die dabei einreißt und eine blutende Wunde zurücklässt, die Wochen zum Verheilen braucht. Die Neugeborenen wiegen rund 1 bis 1,6 Kilogramm und haben ein schwarzes Fell. Bei der Geburt sind ihre Augen offen, die Schneide- und Eckzähne des Milchgebisses sind bereits vorhanden, und sie sind binnen weniger Minuten zu koordinierten Bewegungen fähig. Sie sind damit verglichen mit anderen Raubtieren und auch anderen Hyänenarten weit entwickelt. Die ersten zwei bis fünf Wochen verbringen die Jungtiere in einem eigenen, die darauffolgenden in einem gemeinschaftlichen Bau.
Da sich in der Regel alle Weibchen einer Gruppe fortpflanzen, können sich in einem Gemeinschaftsbau bis zu 30 Jungtiere aus 20 Würfen befinden. Jedes Weibchen säugt nur die eigenen Jungtiere und weist die Annäherungsversuche anderer Jungtiere zurück. Die Milch der Tüpfelhyänen hat mit 14,9 % den höchsten Proteingehalt aller Landraubtiere, und der Fettgehalt wird mit 14,1 % nur von manchen Bären und Seeottern übertroffen. Aufgrund des hohen Energiegehalts der Milch und der langen Stillzeit investieren weibliche Tüpfelhyänen mehr Energie in den Nachwuchs als alle anderen Raubtiere.
Bereits wenige Minuten nach der Geburt beginnen die Jungtiere mit aggressiven Kämpfen untereinander. Diese Kämpfe führen häufig zu Verwundungen der unterlegenen Geschwister, manchmal kommt es dabei auch zum Siblizid – das heißt, dass sich Geschwister gegenseitig töten. Dies ist aber nicht die Regel. Bei diesen Kämpfen etablieren die Jungtiere eine Rangordnung, die im besseren Zugang zur Muttermilch zum Tragen kommt.
Mit fünf bis sechs Wochen beginnt das Fell der Jungtiere die Erwachsenenfärbung anzunehmen, was mit vier bis fünf Monaten abgeschlossen ist. Für acht bis zwölf Monate bleiben sie im Gemeinschaftsbau, dann begeben sie sich erstmals auf Streifzüge durch das Revier der Gruppe, zunächst in Begleitung ihrer Mutter, später allein. Wie bei den anderen Eigentlichen Hyänen dauert die Stillzeit sehr lange: Endgültig entwöhnt werden die Jungtiere üblicherweise mit 13 bis 14 Monaten, niederrangige Weibchen säugen ihren Nachwuchs allerdings manchmal bis zu zwei Jahre lang.
Rund 50 % aller Jungtiere sterben vor dem Eintreten der Geschlechtsreife, die Sterblichkeit ist unmittelbar nach der Entwöhnung am höchsten. Männchen werden mit rund zwei Jahren geschlechtsreif, zu diesem Zeitpunkt müssen sie ihre Geburtsgruppe verlassen. Die Weibchen tragen ihren Nachwuchs erstmals im dritten oder vierten Lebensjahr aus. In freier Wildbahn werden Tüpfelhyänen rund 20 Jahre alt, das höchste bekannte Alter eines Tieres in menschlicher Obhut betrug 41 Jahre.

## Tüpfelhyänen und Menschen

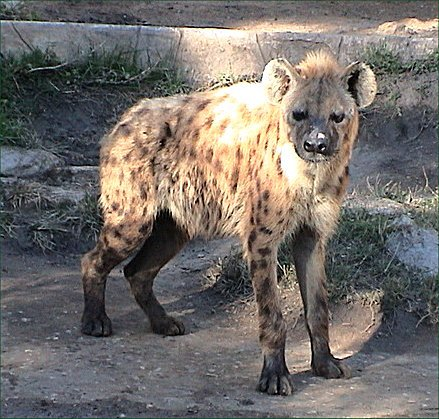
Tüpfelhyäne

Tüpfelhyänen haben bei der afrikanischen Bevölkerung einen ambivalenten Ruf. Sie gelten einerseits als dumme, grausame und gefährliche, andererseits auch als listige, kräftige Tiere. In der Mythologie der Tabwa aus dem östlichen Afrika hat eine Tüpfelhyäne die Sonne gebracht, um die Erde zu wärmen. In den Zeremonien der Bamana und der Yoruba werden Hyänenmasken verwendet, bei den Yoruba gelten die Tiere als Zeichen des Endes, da sie die Überreste der Kadaver beseitigen. Manche Stämme überlassen sogar ihre Toten den Tieren zum Verzehr.
In der äthiopischen Stadt Harar füttern in jahrhundertealter Tradition sogenannte Hyänenmänner und die lokalen Metzger jede Nacht die umliegenden Hyänenrudel, die dazu über speziell für sie angelegte „Hyänentore“ in der Stadtmauer in den Ort kommen. Die Metzger legen ihre Schlachtabfälle auf dem Marktplatz von Harar aus, wo die Hyänen sie fressen können; eine gewinnbringende Situation für beide Seiten, da die Hyänen satt werden und die Fleischer ihre Abfälle los sind, insbesondere, da nur Hyänen mit ihrem Gebiss in der Lage sind, Rinderknochen zu knacken. Die Hyänenfütterung in Harar ist heute auch eine bekannte Touristenattraktion, die der Stadt zusätzliche Einnahmen einbringt.
In der westlichen Welt haben diese Tiere einen schlechten Ruf. So schreibt Alfred Brehm in Brehms Tierleben:

„Ich habe die Tüpfelhiäne in den von mir durchreisten Gegenden überall nur als feiges Thier kennen gelernt, welches dem Menschen scheu aus dem Wege geht. Den Kopf trägt sie niedrig mit gebogenem Nacken; der Blick ist boshaft und scheu. […] Unter sämmtlichen Raubthieren ist sie unzweifelhaft die mißgestaltetste, garstigste Erscheinung; zu dieser aber kommen nun noch die geistigen Eigenschaften, um das Thier verhaßt zu machen.“

Noch bis ins 20. Jahrhundert hielt man Tüpfelhyänen teilweise für Hermaphroditen oder nahm an, sie würden jährlich ihr Geschlecht wechseln. Die Behauptung, dieser Irrtum gehe auf die Historia animalium von Aristoteles zurück, ist falsch. Zum einen macht die Artbeschreibung deutlich, dass er von der Streifenhyäne spricht, was viel naheliegender ist, da diese Tiere im Mittelmeerraum vorkommen. Zum anderen widerlegt er diese Behauptung.
Das Image der Tüpfelhyänen gründet oft in ihrem Ruf als Menschen- oder Haustierfresser. Tatsächlich töten sie gelegentlich Menschen, beispielsweise wenn diese ungeschützt im Freien schlafen. Häufig dringen sie auch in Viehweiden ein und reißen Haustiere. Aus diesen Gründen werden sie verfolgt, entweder mit Schusswaffen, mit Fallen oder mit Giftködern. Diese Aktionen treffen aber auch andere Fleischfresser wie Geparde und Schakale. Der Sportjagd fallen hingegen nur wenige Hyänen zum Opfer, da sie keine attraktive Trophäe darstellen. Der Straßenverkehr und die Zerstörung ihres Lebensraums stellen weitere Bedrohungen dar. Eines der Hauptprobleme bei der Umsetzung von Schutzmaßnahmen ist das negative Image der Tiere.
Die Gesamtbestände der Tüpfelhyäne gehen durch die Bejagung und andere Faktoren zurück, allerdings noch nicht in besorgniserregendem Ausmaß. Sie haben ein großes Verbreitungsgebiet und sind sehr vielseitig in Bezug auf ihren Lebensraum und ihre Lebensweise und sind darum weniger empfindlich gegen menschliche Störungen als andere Raubtiere. Die Weltnaturschutzunion IUCN listet die Art als „nicht gefährdet“ (least concern) und schätzt die Gesamtpopulation auf 27.000 bis 47.000 Tiere. Damit sind sie nicht nur die häufigste Hyänenart, sondern auch die bei weitem häufigste Großraubtierart des afrikanischen Kontinents.

## Systematik

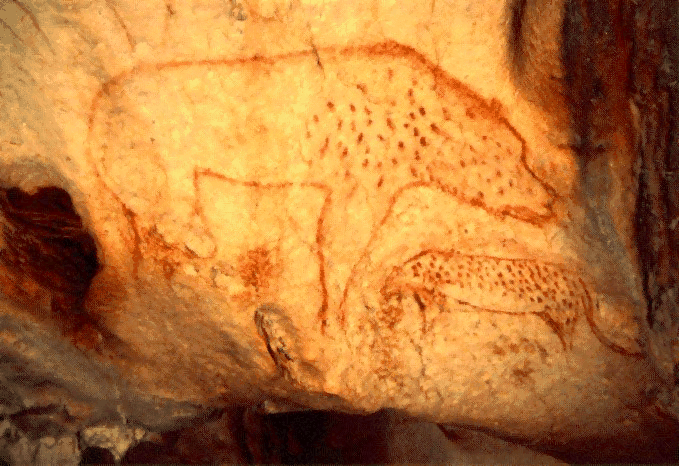
20.000 Jahre alte Höhlenzeichnung einer Höhlenhyäne, einer ausgestorbenen Unterart der Tüpfelhyäne

Die Tüpfelhyäne ist der einzige rezente Vertreter der Gattung Crocuta und bildet zusammen mit der Streifen- und der Schabrackenhyäne die Unterfamilie der Eigentlichen Hyänen (Hyaeninae), die beispielsweise durch das kräftige Gebiss charakterisiert sind. Die Tüpfelhyäne bildet dabei das Schwestertaxon einer gemeinsamen Klade aus Streifen- und Schabrackenhyäne; die Entwicklungslinien zu dieser Klade haben sich vor rund 8,6 Millionen Jahren getrennt. Trotz einiger Varianz in Körpergröße und Fellfärbung werden keine Unterarten der Tüpfelhyäne unterschieden, die Art ist also monotypisch.
Wann die heutige Tüpfelhyäne (Crocuta crocuta) als Art entstand ist nicht ganz klar. Die frühesten Fossilien deuten auf ein Alter von etwa einer Million Jahren hin. Die ersten Fossilien der Gattung Crocuta sind deutlich älter und stammen aus Afrika aus dem frühen Pliozän, vor rund 3,7 Millionen Jahren. Sie werden der Art Crocuta dietrichi zugewiesen. Im Pleistozän erreichte die Gattung ihre größte Verbreitung und kam nahezu in ganz Eurasien und Afrika vor. Aus zahlreichen Höhlen und Freilandfundstellen Eurasiens ist die Höhlenhyäne (Crocuta crocuta spelaea) überliefert, die auch die bekannteste Fossilform repräsentiert. Dieses Tier unterschied sich von den heutigen Tüpfelhyänen unter anderem durch die kürzeren Gliedmaßen; sie war noch nicht im gleichen Ausmaß an das schnelle Laufen angepasst. Meist wird sie als Unterart der Tüpfelhyäne eingeordnet, selten auch als eigene Art.
Genetische Analysen von fossilen und rezenten Vertretern der Gattung Crocuta zeigen jedoch, dass die Verhältnisse komplizierter sind. Es lassen sich innerhalb der Gattung Crocuta vier verschiedenen Haplotyp-Gruppen unterscheiden: eine afrikanische (Gruppe C), eine ostasiatische (Gruppe D), eine europäische (Gruppe B) und eine gemischt afrikanisch-europäische (Gruppe A). Dadurch unterscheiden sich zwar die afrikanischen Tüpfelhyänen nördlich beziehungsweise südlich des Äquators voneinander, doch ein Teil der pleistozänen Höhlenhyänen aus dem Gebiet zwischen Europa und dem Altaigebirge gehört zur selben Klade wie die heutigen nordafrikanischen Formen. Demnach wäre im strengen Sinne nicht einmal der Unterartstatus der Höhlenhyäne gerechtfertigt. Vermutlich kam es seit dem Pliozän mindestens dreimal, zuletzt vor maximal 360.000 Jahren, zu einem genetischen Austausch zwischen Afrika und Eurasien. Dieser Austausch von Erbmaterial muss allerdings nicht die Ausprägung von besonderen Merkmalen der Höhlenhyäne verhindert haben. Untersuchte Exemplare aus Ostasien unterscheiden sich deutlich von den afrikanischen und westeurasischen Formen. Die frühesten Fossilfunde der Gattung Crocuta außerhalb Afrikas liegen mit Crocuta honanensis aus dem Longdan-Becken in der chinesischen Provinz Gansu vor. Ihr Alter beträgt rund 2 Millionen Jahre. Aus genetischer Sicht erfolgte die Trennung zwischen den afrikanischen und ostasiatischen Vertretern der Gattung Crocuta vor rund 2,5 Millionen Jahren. Vermutlich verließen in diesem Zeitraum auch die ersten Crocuta-artigen Hyänen den afrikanischen Raum Richtung Eurasien. Am Ende des Pleistozäns starb die Höhlenhyäne aus.